# Interaktionsteori (litteraturvetenskap)
Interaktionsteori är inom litteraturvetenskapen en metaforteori , framtagen av I. A. Richards. Enligt denna teori består en metafors betydelse av en växelverkan mellan två tankar.